# Daniel Jenifer
Daniel Jenifer (ur. 15 kwietnia 1791, zm. 18 grudnia 1855) – polityk i dyplomata amerykański. Dwukrotnie był przedstawicielem stanu Maryland w Izbie Reprezentantów Stanów Zjednoczonych, najpierw w latach 1831–1833 reprezentując pierwszy okręg wyborczy, a w latach 1835–1841 siódmy okręg wyborczy w tym stanie.
W latach 1841–1845 był ambasadorem Stanów Zjednoczonych w Austrii.
Jego wujek, Daniel of St. Thomas Jenifer, był jednym z sygnatariuszy Konstytucji Stanów Zjednoczonych.